# JO1
JO1 (ジェイオーワン Jeiōwan?) är en japansk pojkgrupp bildad genom reality-tv-programmet Produce 101 Japan och består av de elva medlemmarna Yonashiro Sho, Kawashiri Ren, Shiroiwa Ruki, Kono Junki, Sato Keigo, Kawanishi Takumi, Kimata Syoya, Ohira Shosei, Kinjo Sukai, Tsurubo Shion, och Mamehara Issei. Gruppen är sajnad av Lapone Entertainment, som är ett gemensamt företag av Yoshimoto Kogyo och CJ ENM.
Pojkgruppen gjorde sin debut den 4 mars 2020 med singeln Protostar, och släppte sin andra singel Stargazer den 26 augusti 2020. De kommer att ge ut sitt första album The Star den 25 november 2020.

## Namn
JO1 uttalas på engelska som Jay-Oh-One. "J" står för Japan och "O1" för Produce 101 Japan, samt representerar det första året i Reiwa (令和) eran när gruppen formades. Gruppens namn var föreslaget av "National Producers" genom Produce 101 Japan och presenterades under finalen.   Gruppnamnet står även för deras drömmar som de hade tillsammans under Produce 101 Japan blev en, och att de siktar mot toppen av världen.
Det officiella namnet för deras fans är JAM, som är en förkortning för "JO1 And Me". 

## Historia

### 2019-2020: Före debut
Medlemmarna i JO1 valdes ut i reality-tv programmed Produce 101 Japan som utgår från att tittare ("National Producers") väljer ut och röstar på sina favoritdeltagare. Deltagare fick inte vara bundna till ett kontrakt med ett annat underhållningsföretag. Programmet som sändes mellan den 25 september till den 11 december 2019 hade över 6 000 sökande, varav 101 blev utvalda att delta i programmet, skulle leda till formationen av den nya pojkgruppen JO1. Namnet på gruppen presenterades i finalen som ägde rum på Makuhari Messe, där de slutgiltiga elva medlemmarna röstades fram. 
Innan deltagandet i Produce 101 Japan var vissa blivande medlemmar redan aktiva i nöjesbranschen. Ren Kawashiri var aktiv som bakgrundsdansare och har framfört med exempelvis Wanna One och Pentagon, Ohira Shosei var också aktiv som bakgrundsdansare, Ruki Shiroiwa var en före-detta "Jr." under Johnny & Associates, en del av röstskådespels-gruppen Tsukicro , samt aktiv i pojkgruppen YsR tills deras upplösning i februari 2019, och Tsurubo Shion tränade i Korea för att bli en K-Pop idol.

### 2020-Nutid: Efter debut
Gruppen gjorde sin debut den 4 mars 2020 med Protostar och huvudsingeln Infinity, och släppte senare samma år Stargazer med huvudsingeln Oh-Eh-Oh den 26 augusti. Båda singlarna toppade Billboard Japan Hot 100 och Oricon SIngles Chart. JO1 kommer släppa sitt första album The Star den 25 november 2020, som inkluderar låtar från de föregående singlarna samt nya låtar och huvudsingeln Shine-A-Light. 

## Medlemmar
| Födelsenamn / Artistnamn | Födelsenamn / Artistnamn | Födelsedatum     | Födelseplats   |
| Romaji                   | Kanji                    | Födelsedatum     | Födelseplats   |
| ------------------------ | ------------------------ | ---------------- | -------------- |
| Yonashiro Sho            | 與那城 奨                | 25 oktober 1995  | Okinawa, Japan |
| Kawashiri Ren            | 川尻 蓮                  | 2 mars 1997      | Fukuoka, Japan |
| Shiroiwa Ruki            | 白岩 瑠姫                | 19 november 1997 | Tokyo, Japan   |
| Kono Junki               | 河野 純喜                | 20 januari 1998  | Nara, Japan    |
| Sato Keigo               | 佐藤 景瑚                | 29 juli 1998     | Aichi, Japan   |
| Kawanishi Takumi         | 川西 拓実                | 23 juni 1999     | Hyōgo, Japan   |
| Kimata Syoya             | 木全 翔也                | 5 april 2000     | Aichi, Japan   |
| Ohira Shosei             | 大平 祥生                | 13 april 2000    | Kyoto, Japan   |
| Kinjo Sukai              | 金城 碧海                | 6 maj 2000       | Osaka, Japan   |
| Tsurubo Shion            | 鶴房 汐恩                | 11 december 2000 | Shiga, Japan   |
| Mamehara Issei           | 豆原 一成                | 30 maj 2002      | Okayama, Japan |

## Diskografi

### Singlar
| Protostar                                                                              | 2020 | 1 | — | 327 187 | - JPN: 372 091                   | - RIAJ: Platinum | The Star |
| Stargazer                                                                              | 2020 | 1 | — | 283 363 | - JPN: 311 429 - JPN: 2 942 (DL) | - RIAJ: Platinum | The Star |
| "—" betyder att albumet inte fått någon position eller inte blev släppt i den regionen |      |   |   |         |                                  |                  |          |

### Album
| The Star                                                                               | - Släppt: 25 november 2020 - Skivbolag: Lapone Entertainment - Format: CD, CD+DVD, digital nedladdning | 158,333 | 2 | 158 333 | - JPN: 159 822 | TBA |
| "—" betyder att albumet inte fått någon position eller inte blev släppt i den regionen | |         |   |         |                |     |

## Filmografi

### TV program
| År   | Titel                         | Japansk titel            | Nätverk     | Ref.                 |
| ---- | ----------------------------- | ------------------------ | ----------- | -------------------- |
| 2020 | JO1 House                     | JO1 HOUSE                | GyaO!       | [ 29 ] [ 30 ] [ 31 ] |
| 2020 | JO1 House Season 2            | JO1 HOUSE season2        | GyaO!       | [ 32 ] [ 33 ]        |
| 2020 | JO1 School                    | JO1 SCHOOL               | AbemaTV     | [ 34 ] [ 35 ]        |
| 2020 | JO1 Star Gather TV            | JO1 スターギャザーTV     | AbemaTV     | [ 36 ]               |
| 2020 | Star of JO1: JO1 x NO1 Battle | JO1の星～JO1×NO1バトル～ | Fuji TV Two | [ 37 ]               |

## Priser och nomineringar

### MTV Video Music Awards Japan
| År   | Kategori          | Mottagare | Resultat | Ref.   |
| ---- | ----------------- | --------- | -------- | ------ |
| 2020 | Rising Star Award | JO1       | Vann     | [ 38 ] |